# Contrasti e amori
Contrasti e amori è un film del 2008 di Patrick Sisam, con Tom Arnold, Armando Acevedo e Sharon Stone.

## Trama
Christopher Rocket ha abbandonato la sua tranquilla esistenza di figlio unico di un padre ossessionato dal golf e di una madre eccentrica, per diventare uno scrittore freelance di successo a New York. L'ansia nel rendere più impegnativo il rapporto con la sua bella e intelligente fidanzata rende evidente il bisogno di Christopher di sbarazzarsi dei traumi della sua infanzia. Quando suo padre è colpito da un infarto su un campo da golf, Christopher ritorna in California per riconciliarsi con un uomo che, da bambino, non è riuscito a conoscere veramente.

## Distribuzione mondiale
- Stati Uniti d'America: 24 gennaio 2008 (Sundance Film Festival), 17 maggio 2008 (Jacksonville Film Festival) e USA	7 dicembre 2010 (uscita DVD)
- Francia: 15 maggio 2008
- Italia: 26 ottobre 2010 (uscita DVD)
- Germania: 27 maggio 2011 (uscita DVD)
- Argentina: 25 agosto 2011 (uscita DVD)